# Kreuzlingen (gemeente)
Kreuzlingen is een gemeente en plaats in het Zwitserse kanton Thurgau, en maakt deel uit van het district Kreuzlingen. Het ligt aan het Bodenmeer grenzend aan de Duitse stad Konstanz. Aan de noordzijde van stad loopt de staatsgrens met Duitsland.

## Geschiedenis
Zie ook abdij Kreuzlingen.
In 1874 werd het toenmalige Egelshofen hernoemd tot Kreuzlingen. In het begin van de 20e eeuw werden Kurzrickenbach en Emmishofen bij Kreuzlingen gevoegd, waardoor het de 10.000 inwoner grens overschreed. Vroeger leefden de bewoners van het gebied voornamelijk van de wijnbouw, de geproduceerde wijn ging voornamelijk over het meer naar Duitsland.

## Geboren
- Emil Brunnenmeister (1854-1898), jurist en hoogleraar
- Helen Dahm (1878-1968), kunstschilderes
- Leonie Krail (1986), kunstschaatsster

## Trivia
- Kreuzlingen is partnerstad van Cisternino en Wolfach.